# Naiomi Glasses
Naiomi Glasses (Rock Point, Estados Unidos) es una artista textil, tejedora, influercer de moda, modelo y skater navajo, que diseñó una colección en colaboración con Ralph Lauren. 

## Biografía

### Skateboarding
Naiomi incursionó en el skateboarding, por un lado, para sobrellevar el bullying que sufría y por otro, como un método para encontrar las ovejas de su abuela que constantemente se perdían. Asimismo, aprovechó las laderas de la reserva indígena en la que vive, para practicar sus acrobacias que además, realiza vistiendo la ropa típica de su comunidad, mostrando su identidad.
Actualmente trabaja con la organización Wonders Around The World, que tiene como objetivo llevar skateparks a áreas rurales y así acercar a más personas locales al deporte.

### Artista textil
A los 18 años, se dedicó de tiempo completo a tejer y crear textiles y lanzó su negocio de tejidos personalizados, pero destacando su cultura.

Por otro lado, se dedica a tejer:
Utilizo materiales del desierto, como lana de oveja natural y tinte de cochinilla para crear bolsas, mantas y alfombras con patrones vibrantes. A través de mi trabajo y mi creciente presencia en las redes sociales, espero compartir la cultura Navajo con el mundo y educar a la gente sobre el hecho de que los nativos americanos todavía están presentes y prosperan.

#### Residencia artística
En 2022, Glasses fue la primera artista residente en participar en el programa Artista en Residencia de Ralph Lauren y así poder lanzar una colección en conjunto. Dicha colaboración consistió de tres fases, inspirados en la cultura navajo y de edición limitada hasta 2024.
Parte de los fondos que se obtuvieron de dicha colección, fueron destinados a construir un nuevo parque para patinar dentro de la reserva.